# Juan Manuel Márquez
Juan Manuel Márquez Méndez (Città del Messico, 23 agosto 1973) è un pugile messicano.
Soprannominato "Dinamita", è stato campione mondiale in quattro classi di peso, nonché terzo pugile messicano a raggiungere tale traguardo dopo Érik Morales e Jorge Arce. Nel corso della sua lunga carriera ha vinto un totale di sette titoli mondiali.
Annoverato fra i più grandi pugili messicani nella storia della disciplina, è stato nominato Fighter of the Year da Ring Magazine nel 2012. BoxRec lo ha inserito al primo posto nella classifica dei migliori pugili messicani pound for pound di sempre. Dotato di uno stile di combattimento altamente tecnico e versatile, si è contraddistinto per la sua abilità di counter-puncher, ossia di picchiatore d'incontro abile sia nella fase difensiva tra le corde che nel contrattacco. È ricordato soprattutto per essere stato l'irriducibile avversario di Manny Pacquiao, con il quale si è confrontato in quattro memorabili incontri, considerati tra i più duri ed emozionanti della storia della boxe. La sua carriera è stata inoltre caratterizzata dalla cooperazione con lo storico allenatore messicano Nacho Beristáin, membro della International Boxing Hall of Fame.
È il fratello maggiore di Rafael, anch'egli divenuto pugile professionista.

## Biografia

### Origini e infanzia
Nato a Città del Messico il 23 agosto 1973, Márquez è nato in una famiglia numerosa: è uno degli otto figli di un ex pugile professionista che ha combattuto un totale di 35 match. Entrati per la prima volta in palestra in giovanissima età, Juan e suo fratello Rafael (attuale campione del mondo dei pesi gallo) si sono subito appassionati alla dolce scienza, iniziando a combattere in tornei amatoriali all'età di 13 anni.

## Carriera

### Carriera da dilettante
Márquez ha finito la sua carriera da dilettante con un record di 35-1 e due vittorie al torneo Golden Gloves.

### Carriera da professionista
Ha debuttato il 29 maggio 1993 all'età di 19 anni, perdendo per squalifica contro Javier Duran.

#### Pesi piuma
Márquez rimase imbattuto per sei anni compilando un record di 29-1 che incluse vittorie contro i futuri campioni come Agapito Sanchez, Julio Gervacio e Alfred Kotey. Nel 1997, Márquez vinse il titolo WBO NABO nei pesi piuma che difese sette volte. Durante questo periodo, fu indicato come il "miglior combattente senza un titolo mondiale".

##### Márquez VS Pacquiao I
Nel maggio 2004, Márquez affrontò l'allora tre volte campione del mondo Manny Pacquiao in un match controverso terminato con un pareggio. Nella prima ripresa Dinamita fu sorpreso da ben tre knockdown da parte di un Pacquiao più attivo ed energetico. Tuttavia, Márquez fu in grado di riprendersi dai tre atterramenti e alla fine di un 2º round molto combattuto, era evidente che quella sarebbe stata una gara ancora lunga per il pugile filippino. Márquez, utilizzando il suo stile da counter-puncher, riuscì a prendere rapidamente il controllo nella parte centrale del match e contrattaccò con abilità ai colpi dell'avversario negli ultimi scalpiti della gara, comunque attivi; ciononostante, per la sorpresa generale, lo scontro terminatò in un pareggio. Molti spettatori sorpresi dai tre knockdown di Márquez lo vedevano comunque vittorioso nelle tornate successive. I punteggi finali furono di 115-110 per Márquez, 115-110 per Pacquiao ed un secco 113-113. Uno dei tre giudici di gara (quello con lo score finale in perfetta parità 113-113) ammise in seguito di aver erroneamente siglato il risultato del primo round con un "10-7" in favore di Pacquiao, invece di un consuetudinario "10-6" per una ripresa con tre knockdown. Se questo errore fosse stato evitato, l'incontro sarebbe terminato con una vittoria per Split Decision di Pacquiao.

#### Pesi welter

##### Márquez VS Mayweather Jr.

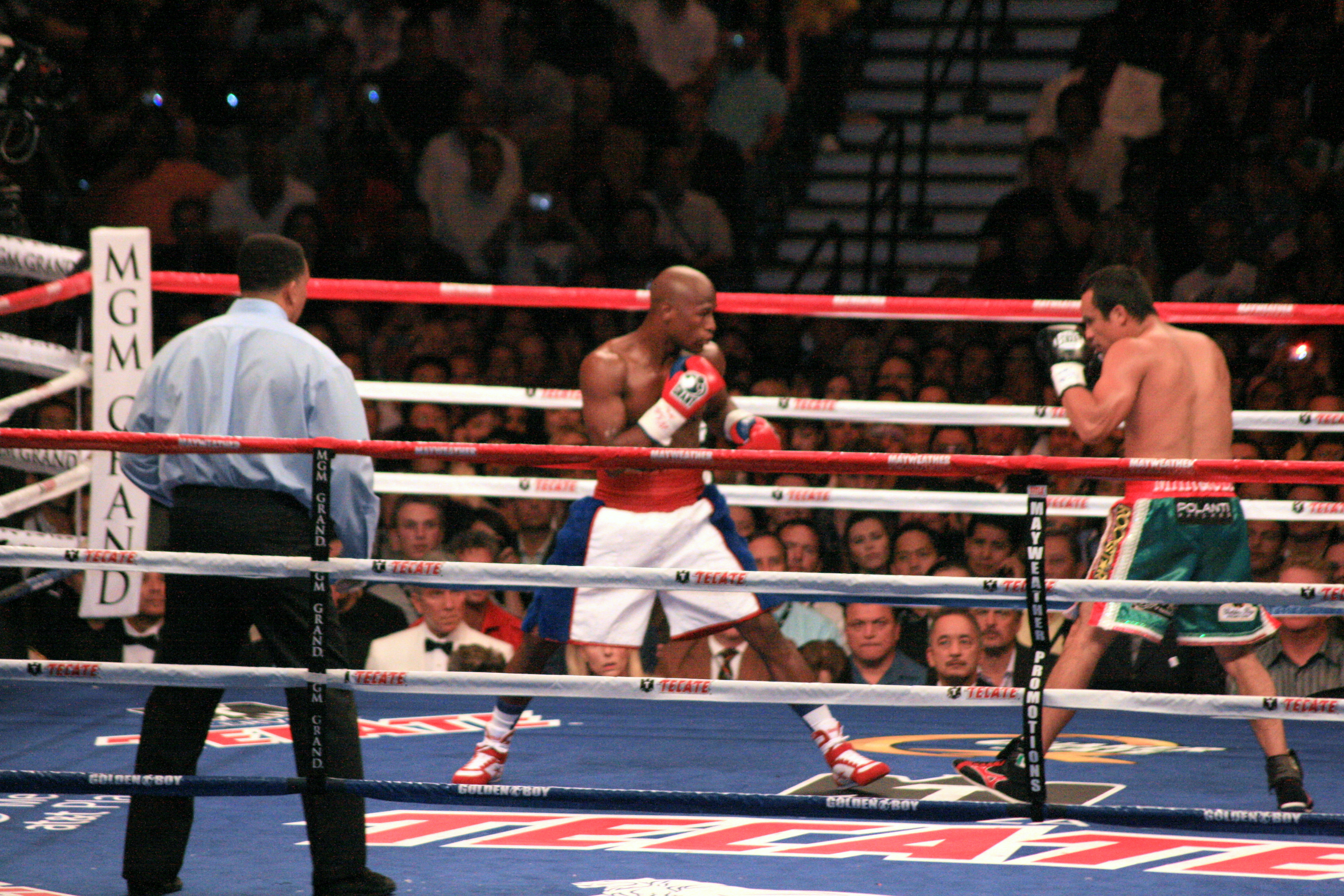
Márquez sul ring contro Floyd Mayweather Jr., 19 settembre 2009

Dopo il suo passaggio ai pesi welter, Márquez decise di affrontare l'ex re pound for pound Floyd Mayweather Jr.. L'incontro fu fissato ad un peso massimo di 144 libbre. Inizialmente organizzato per il 19 luglio 2009, il match è stato posticipato al 19 settembre a causa di un infortunio dello statunitense durante una seduta di allenamento. Nelle operazioni di peso poco prima dello scontro, Dinamita ha fatto registrare un peso di 142 libbre. Mayweather, però, ha registrato un peso di 146 libbre, e ha dovuto pagare l'avversario 600.000 dollari di penale (300.000 a libbra). L'incontro è stato molto pubblicizzato dai media, e durante un suo allenamento Juan Manuel ha rivelato un proprio segreto: ha praticato un insolito allenamento detto urofagia, che consiste nell'ingerire la propria urina al fine di recuperare sostanze preziose per l'organismo accidentalmente espulse dal corpo.
La differenza di peso si fece certamente sentire nel match tra i due: tutti i round andarono senza particolare difficoltà allo statunitense, che fu in grado anche di effettuare un knockdown sul campione messicano. Ciononostante Márquez riuscì ad alzarsi e a proseguire l'incontro, che continuò con il dominio di Mayweather sino al termine della gara. Il match finì con la vittoria netta di Mayweather per verdetto unanime: 120-107, 119-108 e 118-109.

#### Gli ultimi incontri
A distanza di sette mesi dalla sconfitta subita contro Timothy Bradley, Márquez torna sul ring il 17 maggio 2014 al Forum di Inglewood, per affrontare il prospetto statunitense nonché ex campione WBO dei superleggeri Mike Alvarado. La sfida si rivela spettacolare, con Márquez che aumenta l'intensità delle proprie combinazioni con il passare delle riprese ed Alvarado che replica con i suoi colpi da distanza ravvicinata. Nell'8º round lo statunitense subisce un atterramento, per poi atterrare a sua volta Márquez nella tornata successiva durante uno scambio di pugni. La contesa termina ai punti dopo 12 riprese con la vittoria del messicano per decisione unanime: 119-108, 117-109 e 117-109. Prima del match il pugile messicano si era procurato un infortunio al ginocchio destro e questo si sarebbe riacutizzato nel corso della sfida.
L'infortunio al ginocchio subito durante il match con Alvarado si rivela più serio del previsto ma non necessita di operazione. Márquez passa così la prima parte del 2015 a svolgere un programma di fisioterapia, dovendo rifiutare diversi match a lui proposti.